# 甲斐駒岳
35°45′28″N 138°14′12″E / 35.75778°N 138.23667°E
甲斐駒岳是日本一座橫跨山梨縣和長野縣的山。

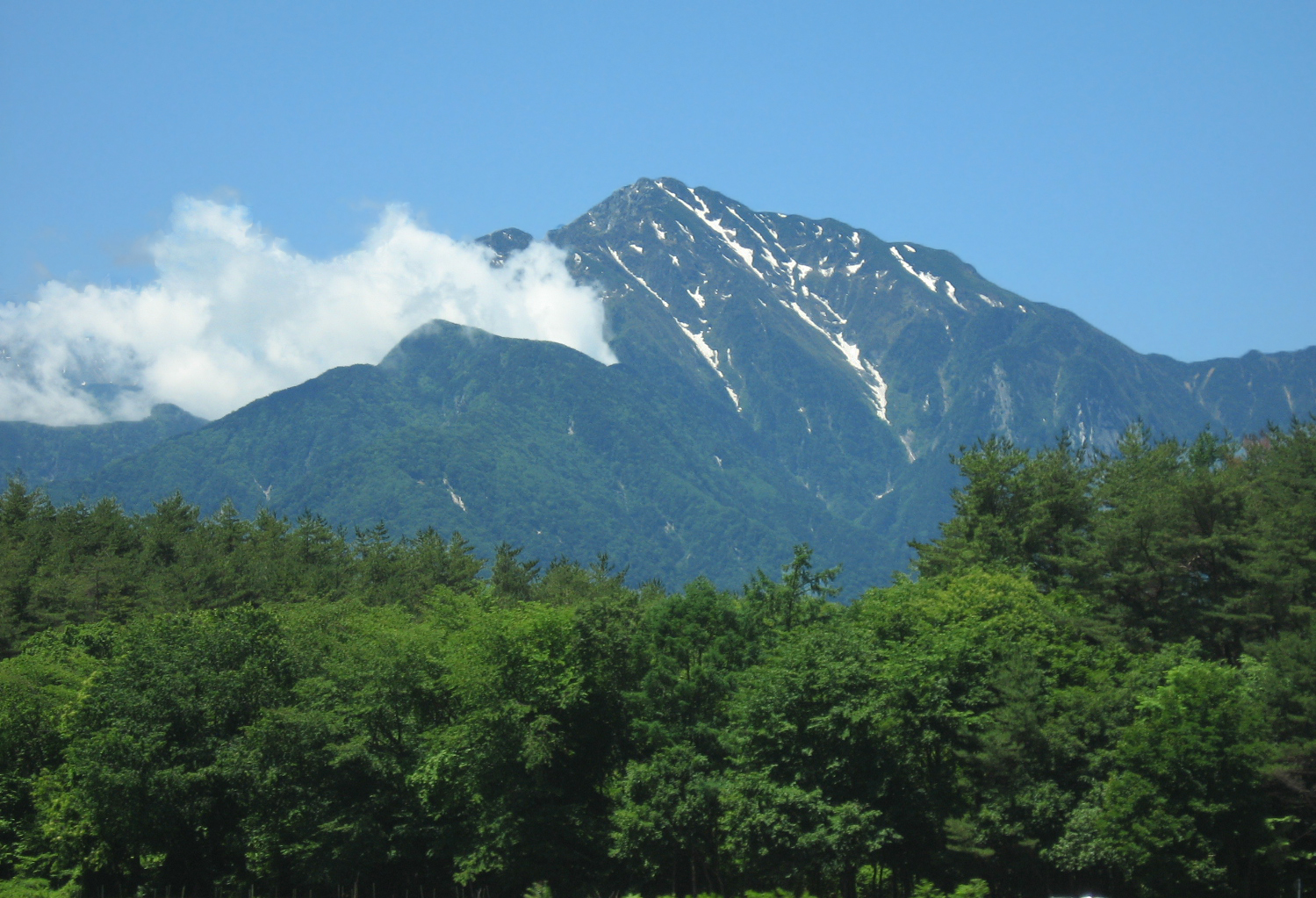
甲斐駒岳

甲斐駒岳位於赤石山脈的北部。標高2967公尺。甲斐駒岳是日本百景之一，也是日本百名山之一。

## 外部連結
- 维基共享资源上的相關多媒體資源：甲斐駒岳